# Клиничко-болнички центар Бежанијска коса
Клиничко-болнички центар Бежанијска коса јавна је болница која се налази у Београду у општини Земун. Основана је 1956. године и део је мреже болница за унапређење здравља.

## Локација
Клиничко-болнички центар „Бежанијска коса“ налази се у градској општини Земун у близини аутопута Београд — Загреб, а удаљена је 8 км од центра Београда. До болнице се градским превозом које обезбеђује ГСП Београд може стићи аутобуским линијама 76 и 77.

## Историјат
Године 1953. донета је одлука о оснивању Градске болнице за грудоболне на Бежанијској коси. Одлука о оснивању базирана је на пренамени објекта започетог и саграђеног за Шумарски факултет у Београду. Наредне две и по године болница је грађена и опремана, а завршена је почетком 1956. године. Уложена средства за њену изградњу биле су донације у грађевинском материјалу и добровољном раду од стране радних колектива, а мање од половине чинила су буџетска средства града Београда. Од свог настанка ово је прва градска болница, у то време налазила се на ободу града.
Клиничко-болнички центар Бежанијска коса почела је са радом као Градска болница за грудоболне на Бежанијског коси, а први управник био је др Љубиша Илић. У време отварања капацитет болнице био јр 434 постеље, које су биле подељене на мушко, женско и дечје одељење. Рад болнице почео је са 15 лекара, од којих је било шест специјалиста пнеумофтизиологије, једним фармацеутом, 25 средње-медицинских радника и 35 болничара. Од оснивања болница обезбеђује дијагностику, лечење и рехабилитацију оболелих у областима интерне медицине и хирургије. Број лекара се повећавао, а дужина лечења смањивала. Од 1978. године, сходно документима о организацији здравствене службе у Београду, тзв. „Бела књига здравствене политике у Београду“, конституише се као један од пет клиничко-болничких центара и од тада ради као општа болница, тј. организује дијагностику, лечење и рехабилитацију оболелих и повређених у области интерне медицине, хирургије, трауматологије и ортопедије, урологије и сл.
КБЦ Бежанијска коса је постала наставна база за интерну медицину Медицинског факултета у Београду од септембра 1997. године, чиме постаје академска институција, односно унитерзитетска болница. Болница у октобру 1999. године постаје наставна база и за хирургију, радиологију, патологију и социјалну медицину, гране у којима има наставнике у својим редовима.
Године 1996. у оквиру болнице отворен је Дијагностички имиџинг центар и тако болница постаје најопремљенија институција здравства Србије. Дана 11. октобра 1996. године завршена је инсталација магнетне резонанце, спиралног скенера, дигиталне ангиографије, као и рендгена, ултразвучног уређаја и оперативног рендгена. У оквиру болнице, непосредно пре отварања Дијагностичког имиџинг центра, направљен је први комерцијални  програм високо-комфорног смештаја за болеснике у Србији, који заједно са Медик програмом за менаџере, установљеним 1994. године, чини целину комерцијалних програма. Тиме је свечано обележено 40. година од оснивања болнице..
Први комплетан ендоскопски дијагностички центар у гастроентерологији отворен је 1998. године у оквиру болнице Бежанијска коса и постао је највећи после Клиничког центра Србије, а данас је највећи дијагностички пункт у Србији у тој области. Током 1998. године отворена је и  патохистолошка лабораторија.
Статус клиничко-болничког центра утврђен је формирањем клиника у саставу болнице, 1992. године, када је усвојен нови Статут КБЦ „Бежанијска коса“. Клиника за интерну медицину и Клиника за хирургију настале су крајем 1992. године, као резултат статутарног уређивања делатности КБЦ, а за прве управнике именовани академик проф. др Светомир Стожинић, истакнути кардиолог са Медицинског факултета у Приштини, касније редовни професор Медицинског факултета Универзитета у Београду и проф. др сци. Богољуб Марковић, истакнути уролог, који је у КБЦ дошао са Војномедицинске академије, иначе редовни професор Медицинског факултета у Тузли. Наставну базу за радиологију конструисали су доктор Бранислава Голдера и асистенти Зорица Милошевић и Зоран Мијовић. Наставна база за патологију конструкисана је доласком проф. др Мирослава Опрића.
Године 2007. у оквиру болнице отворен је параклис Светог првомученика и Архиђакона Стефана.